# Винчестери
Винчестери (енгл. The Winchesters) америчка је фантастична и драмска телевизијска серија коју је створио Роби Томпсон за The CW. Представља спиноф и преднаставак серије Ловци на натприродно. Приказана је 11. октобра 2022. године.

## Синопсис
Смештена у 1970-те, Дин Винчестер приповеда причу о томе како су се његови родитељи — Џон Винчестер и Мери Кембел — упознали, заљубили и заједно борили против чудовишта док су тражили своје нестале очеве.

## Улоге
| Глумац           | Улога            |
| ---------------- | ---------------- |
| Мег Донели       | Мери Кембел      |
| Дрејк Роџер      | Џон Винчестер    |
| Нида Хуршид      | Латика Десаи     |
| Џоџо Флајтс      | Карлос Сервантез |
| Деметрија Макини | Ејда Монро       |
| Бјанка Кајлич    | Мили Винчестер   |